# 上関寺駅

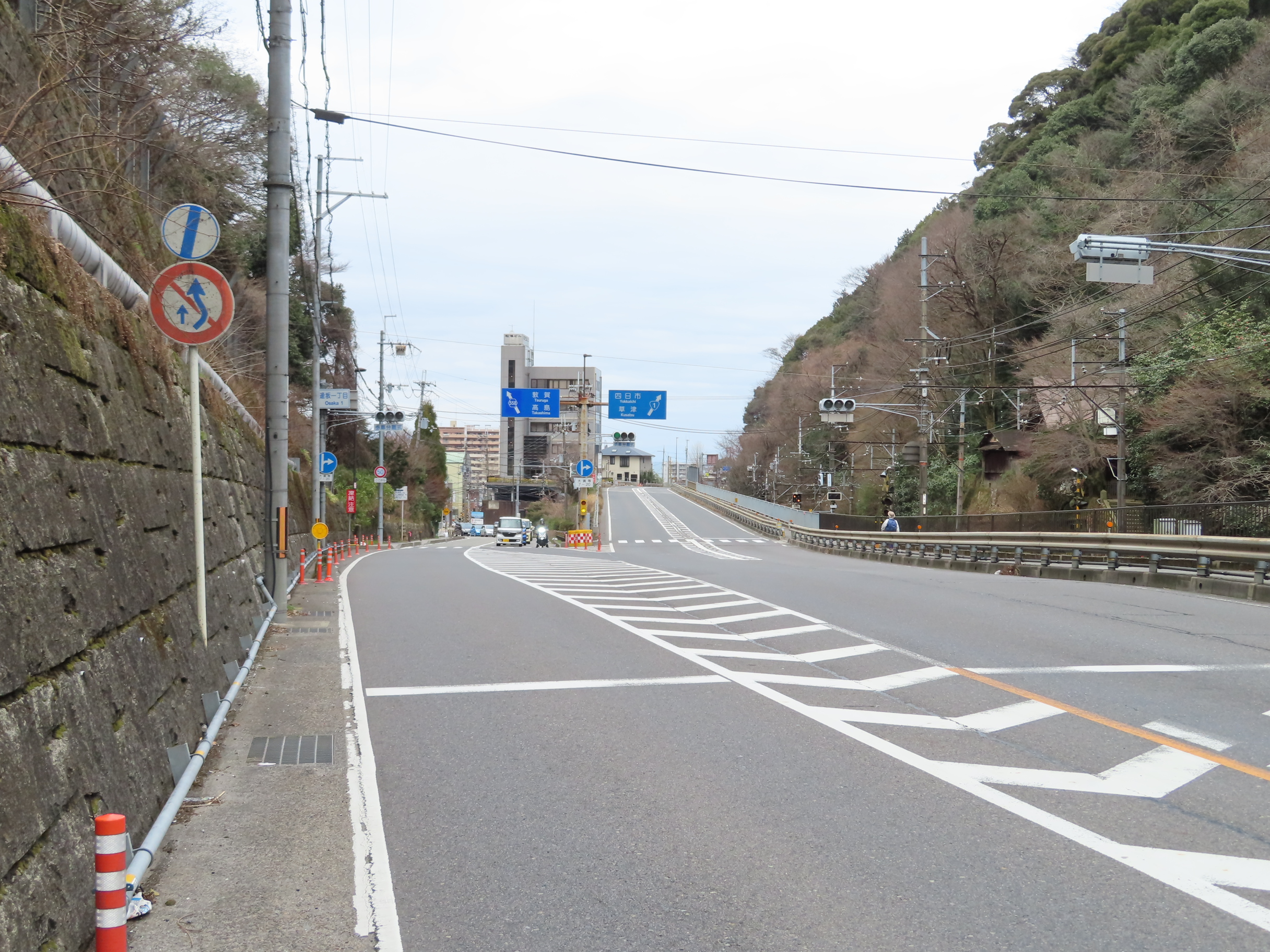
逢坂一丁目交差点から上関寺国道踏切(左奥)を望む。踏切右手には旧東海道本線の橋台がある。

上関寺駅（かみせきでらえき）は、滋賀県大津市逢坂1丁目にあった京阪電気鉄道京津線の停留場。
京阪電気鉄道京津線と滋賀県道558号高島大津線（旧・国道161号）が踏切で交差する地点に位置した。現在も上り・下りとも踏切手前の線路敷がやや広くなっており、ホームの位置を推測することができる。 

## 沿革
- 1912年（大正元年）
  - 8月15日：京津電気軌道三条大橋 - 札ノ辻間開通と同時に開業。当時は付近における官設鉄道東海道本線（現在の西日本旅客鉄道東海道本線）との立体交差の築堤工事が未完成のため、当停留場で運転系統が分断されていた。
  - 12月14日：東海道本線交差区間の工事完成に伴い三条大橋 - 札ノ辻間の直通運転を開始。
- 1925年（大正14年）2月1日：会社合併に伴い京阪電気鉄道京津線の停留場となる。
- 1943年（昭和18年）10月1日：陸上交通事業調整法により、京阪電気鉄道が阪神急行電鉄と合併し、京阪神急行電鉄が発足。京阪神急行電鉄の停留場となる。
- 1949年（昭和24年）12月1日：京阪神急行電鉄から分離譲渡により京阪電気鉄道が再発足、京阪電気鉄道の停留場となる。
- 1950年（昭和25年）12月25日：上りホームのかさ上げが行われる。
- 1971年（昭和46年）8月15日：廃止。

## 停留場構造
千鳥式配置の2面2線のホームを持つ地上駅。踏切北側に三条方面のりば、南側に浜大津方面のりばを有していた。

## 停留場周辺
付近には東海道本線（旧線）の遺構（※隧道跡およびレンガ壁の橋台跡）があり、停留場跡から少し南へ下った所にある逢坂一丁目交差点で国道1号と滋賀県道558号線（旧・国道161号）が分岐する。名神高速道路はその南側を通り、国道1号と立体交差するが、同高速道路はその前後をトンネルに挟まれている。三条方面へ向かう京津線の列車は国道1号と立体交差するが、同線はトンネルを経由する。そのトンネルを抜けた列車は大谷駅に到着する。なお、駅跡から西へ約300メートル離れた所には琵琶湖乗馬倶楽部があるが、同施設へ直通する道は整備されていない。
- 旧逢坂山ずい道東口（鉄道記念物）
- 安養寺
- 念仏寺
- 妙光寺
- 関蝉丸神社下社・上社
- 満月稲荷
- 弘法大師堂
- 名神高速道路
- 国道1号
- 滋賀県道558号高島大津線（旧・国道161号）
- 上関寺トンネル - 逢坂山トンネルの東側にあるトンネル。JR琵琶湖線（東海道本線）と京阪京津線が立体交差する。
- 逢坂山トンネル

## 隣の駅
京阪電気鉄道
京津線
大谷駅 - 上関寺駅 - 上栄町駅